# Thank You for Your Service
Thank You for Your Service is een Amerikaanse biografische oorlogsfilm uit 2017, geschreven en geregisseerd door Jason Hall, in zijn regiedebuut. De film is gebaseerd op het gelijknamige non-fictieboek uit 2013 van David Finkel. Finkel, een verslaggever van The Washington Post, schreef over veteranen van het 2nd Battalion, 16th Infantry Regiment die terugkeerden naar de omgeving van Fort Riley, Kansas, na een uitzending van 15 maanden in Irak in 2007. De film gaat over posttraumatische stressstoornis (PTSS), met Amerikaanse soldaten die zich proberen aan te passen aan het burgerleven. 

## Verhaal
Adam Schumann is een sergeant in het Amerikaanse leger. Hij was een uitstekende soldaat en werd naar Irak gestuurd. Nadat hij het leven van een van zijn teamgenoten heeft gered, wordt hij als een held beschouwd. Terug thuis wordt Adam herenigd met zijn vrouw en kinderen. Maar de oorlog blijft diep in hem geworteld. Adam en de andere leden van zijn regiment lijden inderdaad aan een posttraumatische stressstoornis. Helaas lijkt het leger niet voorbereid om dit soort problemen aan te pakken.

## Rolverdeling
| Acteur               | Personage        |
| -------------------- | ---------------- |
| Miles Teller         | Adam Schumann    |
| Haley Bennett        | Saskia Schumann  |
| Beulah Koale         | Tausolo Aieti    |
| Joe Cole             | Billy Waller     |
| Amy Schumer          | Amanda Doster    |
| Scott Haze           | Michael Emory    |
| Keisha Castle-Hughes | Alea             |
| Brad Beyer           | James Doster     |
| Kerry Cahill         | Anna Waller      |
| Omar Dorsey          | Dante            |
| David Morse          | Fred Gusman      |
| Jayson Warner Smith  | VA Receptionist  |
| Jake Weber           | kolonel Plymouth |

## Productie
Op 12 maart 2013 maakt DreamWorks bekend dat het de rechten heeft verworven op het boek Thank You for Your Service van David Finkel en Steven Spielberg is als regisseur aan het project verbonden in juni van hetzelfde jaar wordt bekend dat Jason Hall zal het verhaal van het boek aanpassen voor het grote scherm en acteur Daniel Day-Lewis wordt gecast als de hoofdrolspeler.
Op 30 juni 2015 kondigt The Hollywood Reporter aan dat de film zal worden geregisseerd door Jason Hall, waarmee hij zijn regiedebuut maakt, gebaseerd op zijn scenario. Vervolgens nam Miles Teller de rol over van Day-Lewis.
De opnames voor de film begonnen op 9 februari 2016 in Atlanta. Bruce Springsteen schreef het nummer "Freedom Cadence" speciaal voor de aftiteling. Amy Schumer schonk al het geld dat ze voor deze film verdiende aan stichtingen voor oorlogsveteranen.

## Release
De film ging in première op 15 oktober 2017 op het Heartland Film Festival in Indianapolis.

## Ontvangst
De film ontving over het algemeen gunstige recensies van critici. Op Rotten Tomatoes heeft Thank You for Your Service een waarde van 77% en een gemiddelde score van 6,80/10, gebaseerd op 115 recensies. Op Metacritic heeft de film een gemiddelde score van 68/100, gebaseerd op 34 recensies.

## Prijzen en nominaties
| Jaar | Prijs                            | Categorie                                         | Genomineerde(n) | Uitslag     |
| ---- | -------------------------------- | ------------------------------------------------- | --------------- | ----------- |
| 2017 | Heartland Film                   | Truly Moving Picture Award                        | Jason Hall      | Gewonnen    |
| 2018 | Georgia Film Critics Association | Oglethorpe Award for Excellence in Georgia Cinema | Jason Hall      | Genomineerd |